# Цзинь (265—420)
Империя Цзинь (кит. трад. 晉朝, упр. 晋朝, пиньинь Jìn Cháo, палл. Цзинь Чао) — одно из государств эпохи Шести династий, существовало между периодом Троецарствия и периодом Южных и Северных династий в Китае в 265—420 годах. Государство Цзинь было основано военачальником Сыма Янем из рода Сыма (кит. трад. 司馬, упр. 司马, пиньинь Sīmǎ). Данный период — один из четырёх периодов китайской истории, носящих название «Цзинь».

## История

### Конец царства Вэй
Семейство Сыма изначально подчинялось династии, правящей в царстве Вэй, однако в 249 году военачальник Сыма И захватил власть во всём государстве. В 263 году Сыма Чжао уничтожил царство Шу и присоединил его земли к Вэй. В 265 году сын Сыма Чжао, Сыма Янь, низложил слабого императора Юань-ди, взошёл на престол и основал новую династию.

### Становление государства. Правление Сыма Яня. 265—290 годы
Первый из двух периодов — государство Западная Цзинь (кит. трад. 西晉, упр. 西晋, пиньинь Xījìn, палл. Си Цзинь; 265—316, основано Сыма Янем). Новый император в 280 году провёл успешные реформы, ввёл надельную систему. К цзиньскому двору начали прибывать иноземные посольства: в 270 году из Кашгара и Ферганы, в 284 году — из Рима, в 286 году — из Кангюя.

### Кризис. Война восьми князей. 290—316 годы
В 290 году на престол взошёл Хуэй-ди, не заботившийся о делах государства. Власть сосредоточилась в руках его жены.
Империя Западная Цзинь не смогла сдержать набегов и переселения многочисленных сюнну и других степных народов. После опустошительной Войны восьми князей столицей государства был Лоян до 311 года, когда император Хуай-ди был взят в плен войсками Северной Хань. Следующее царствование императора Минь-ди продолжалось пять лет в Чанъани, пока и эта столица не была захвачена Северной Хань в 316 году.

### Перенос столицы. Восточная Цзинь. 316—420 годы
Остатки цзиньского двора бежали на юг и основали новую столицу в Цзянькане, к юго-востоку от Лояна и Чанъани, возле современного Нанкина, под руководством Ланъе-вана (Ланъеского князя). Местные аристократические семейства Чжу, Гань, Лу, Гу и Чжоу поддержали провозглашение Ланъе-вана императором Юань-ди государства Восточная Цзинь (кит. трад. 東晉, упр. 东晋, пиньинь Dōngjìn, палл. Дун Цзинь; 317—420 годы), когда новости о падении Чанъани достигли юга. (Так как императоры Восточной Цзинь происходили из линии Ланъе, представители соперничавших с ними царств Пяти варваров, которые не признавали её законность, иногда называли государство Цзинь «Ланъе».)
Власть императоров Восточной Цзинь на протяжении всех 104 лет её существования не была прочной. Государство пережило восстания Ван Дуня и Су Цзюня. Хуань Вэнь умер в 373 году, не успев осуществить своих планов по узурпации трона. Битва на реке Фэйшуй обернулась победой Цзинь при непродолжительном союзе Хуань Чуна, брата Хуань Вэня, и первого министра (или имперского секретаря) Се Аня. Хуань Сюань, сын Хуань Вэня, узурпировал власть и заменил имя государства на Чу. Он был свергнут Лю Юем, который приказал задушить восстановленного на троне императора Ань-ди. Последний император, брат Ань-ди, Гун-ди, был возведен на трон в 419 году. С отречением императора Гун-ди в 420 году в пользу Лю Юя, принявшего титул императора У-ди, начался период Лю Сун, первого государства из Южных династий.
Тем временем в Северном Китае возникли шестнадцать варварских государств, большинство из которых были основаны пятью варварскими племенами, представителями не китайской национальности. Завоевание Северной Лян династией Северная Вэй в 439 году ознаменовало начало периода Северных династий.

## Религия
Даосизм был поляризован в династии Цзинь. Императоры Цзинь жестоко подавляли даосизм, но также пытались использовать его, учитывая то, как он использовался в конце эпохи Хань в восстаниях бедных крестьян. Среди политических потрясений той эпохи многие преуспевающие купцы, мелкие землевладельцы и другие умеренно обеспеченные люди находили большое утешение в даосских учениях, и многие крупные кланы и военные офицеры также приняли веру. Гэ Хун подчеркивал верность императору как даосскую добродетель; он даже учил, что мятежники никогда не смогут стать даосскими бессмертными, что делало даосизм более приемлемым для имперской иерархии. В результате популярные даосские религии считались неортодоксальными, в то время как официальные школы двора поддерживались, но такие популярные школы, как даосизм Тяньши, все еще тайно ценились и пропагандировались среди простых людей.
Разобщенность, дезинтеграция и хаос также сделали буддизм более популярным, отчасти из-за сосредоточенности на преодолении страданий. Династия Цзинь ознаменовала собой критическую эру для Махаяны в Китае. Перевод Лотосовой сутры, сделанный Дхармаракшей в 286 году, был самым важным до перевода Кумарадживы в V веке. Говорили, что в Восточной Цзинь было 1768 буддийских храмов.

## Императоры Цзинь
| Посмертное имя (諡號 shìhào)                                         | Личное имя                       | Годы правления | Девиз правления (年號 niánhào) и годы девиза |
| -------------------------------------------------------------------- | -------------------------------- | -------------- | --- |
| Исторически наиболее употребительная форма: «Цзинь» + посмертное имя |                                  |                | |
| Династия Си (Западная) Цзинь (西晉) 265—317                          |                                  |                | |
| У-ди 武帝 Wǔdì                                                       | Сыма Янь 司馬炎 Sīmǎ Yán         | 265—290        | - Тайши (泰始 Tàishǐ) 265—274 - Сяньнин (咸寧 Xiánníng) 275—280 - Тайкан (太康 Tàikāng) 280—289 - Тайси (太熙 Tàixī) 290 |
| Хуэй-ди 惠帝 Hùidì                                                   | Сыма Чжун 司馬衷 Sīmǎ Zhōng      | 290—306        | - Юнси (永熙 Yǒngxī) 290 - Юнпин (永平 Yǒngping) 291 - Юанькан (元康 Yuánkāng) 291—299 - Юнкан (永康 Yǒngkāng) 300—301 - Юннин (永寧 Yǒngníng) 301—302 - Тайань (太安 Tàiān) 302—303 - Юнъань (永安 Yǒngān) 304 - Цзяньу (建武 Jiànwǔ) 304 - Юнъань (永安 Yǒngān) 304 - Юнсин (永興 Yǒngxīng) 304—306 - Гуанси (光熙 Gūangxī) 306 |
| Хуай-ди 懷帝 Huáidì                                                  | Сыма Чи 司馬熾 Sīmǎ Chì          | 307—311        | - Юнцзя (永嘉 Yǒngjīa) 307—313 |
| Минь-ди 愍帝 Mǐndì                                                   | Сыма Е 司馬鄴 Sīmǎ Yè            | 311—316        | - Цзяньсин (建興 Jiànxīng) 313—317 |
| Династия Дун (Восточная) Цзинь (東晉) 317—420                        |                                  |                | |
| Юань-ди 元帝 Yuándì                                                  | Сыма Жуй 司馬睿 Sīmǎ Rùi         | 317—322        | - Цзяньу (建武 Jiànwǔ) 317—318 - Дасин (大興 Dàxīng) 318—321 - Юнчан (永昌 Yǒngchǎng) 321—322 |
| Мин-ди 明帝 Míngdì                                                   | Сыма Шао 司馬紹 Sīmǎ Shào        | 322—325        | - Юнчан (永昌 Yǒngchǎng) 322—323 - Тайнин (太寧 Tàiníng) 323—325 |
| Чэн-ди 成帝 Chéngdì                                                  | Сыма Янь 司馬衍 Sīmǎ Yǎn         | 325—342        | - Тайнин (太寧 Tàiníng) 325 - Сяньхэ (咸和 Xiánhé) 326—334 - Сянькан (咸康 Xiánkāng) 335—342 |
| Кан-ди 康帝 Kāngdì                                                   | Сыма Юэ 司馬岳 Sīmǎ Yuè          | 342—344        | - Цзяньюань (建元 Jiànyuán) 343—344 |
| Му-ди 穆帝 Mùdì                                                      | Сыма Дань 司馬聃 Sīmǎ Dān        | 345—361        | - Юнхэ (永和 Yǒnghé) 345—356 - Шэнпин (升平 Shēngpíng) 357—361 |
| Ай-ди 哀帝 Āidì                                                      | Сыма Пи 司馬丕 Sīmǎ Pī           | 361—365        | - Лунхэ (隆和 Lónghé) 362—363 - Синнин (興寧 Xīngníng) 363—365 |
| Фэй-ди 海西公 Hǎixīgōng                                              | Сыма И 司馬奕 Sīmǎ Yì            | 365—371        | - Тайхэ (太和 Tàihé) 365—371 |
| Цзяньвэнь-ди 簡文帝 Jiǎnwéndì                                        | Сыма Юй 司馬昱 Sīmǎ Yù           | 371—372        | - Сяньань (咸安 Xiánān) 371—372 |
| Сяоу-ди 孝武帝 Xiàowǔdì                                              | Сыма Яо 司馬曜 Sīmǎ Yào          | 372—396        | - Нинкан (寧康 Níngkāng) 373—375 - Тайюань (太元 Tàiyuán) 376—396 |
| Ань-ди 安帝 Āndì                                                     | Сыма Дэцзун 司馬德宗 Sīmǎ Dézōng | 396—418        | - Лунъань (隆安 Lóngān) 397—401 - Юаньсин (元興 Yuánxīng) 402—404 - Иси (義熙 Yìxī) 405—418 |
| Гун-ди 恭帝 Gōngdì                                                   | Сыма Дэвэнь 司馬德文 Sīmǎ Déwén  | 419—420        | - Юаньси (元熙 Yuánxī) 419—420 |